# IC 5280
IC 5280 — галактика типу Sab (компактна витягнута галактика) у сузір'ї Тукан.
Цей об'єкт міститься в оригінальній редакції індексного каталогу.